# Dainville Communal Cemetery
Dainville Communal Cemetery is een begraafplaats gelegen in de Franse plaats Dainville (Pas-de-Calais). De militaire graven worden onderhouden door de Commonwealth War Graves Commission.
De begraafplaats telt 39 geïdentificeerde Gemenebest graven, waarvan 38 uit de Eerste Wereldoorlog en een uit de Tweede Wereldoorlog.